# Programa espacial francés

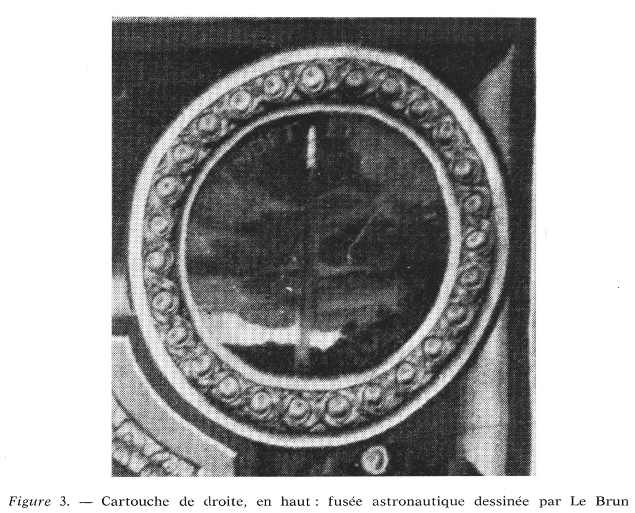
Vehículo de lanzamiento espacial imaginado en un tapiz de los Gobelinos, encargado por Colbert y dibujado por Le Brun en 1664.

El programa espacial francés incluye actividades de vuelos espaciales tanto civiles como militares. Es el tercer programa espacial nacional más antiguo del mundo, después de los programas espaciales soviético (ahora ruso) y estadounidense, y el mayor programa espacial de Europa.

## Antecedentes
Los viajes espaciales han sido durante mucho tiempo una ambición importante en la cultura francesa. Desde el tapiz de los Gobelinos de 1664 que representa un cohete espacial,  hasta la novela De la Tierra a la Luna de Julio Verne de 1865 y la película de George Méliès Un viaje a la Luna de 1902, el espacio y los cohetes han estado presentes en la sociedad francesa mucho antes de la aparición de los medios tecnológicos que permitieron el desarrollo de un programa de exploración espacial como tal.
A finales del siglo XVIII, Jean-François Pilâtre de Rozier, Jacques Charles y los hermanos Montgolfier son considerados como precursores y exploradores de la aeronáutica en todo el mundo, con el récord mundial de altitud alcanzado entonces por un ser humano con 7.016 metros realizada por Joseph-Louis Gay-Lussac en 1804. Esos nombres, sus numerosos alumnos y sus trabajos marcarían desde entonces los primeros conocimientos del programa espacial francés en todo tipo de globos aerostáticos.
A principios del siglo XX, los orígenes del programa espacial francés están ligados a los avances tecnológicos franceses en el sector aeroespacial y la astronáutica, en particular las nacientes industrias de aviones y cohetes.
Robert Esnault-Pelterie se le considera como uno de los pioneros en el diseño de exploración espacial y la ciencia espacial. A partir de 1908 estudió propulsión y vuelos espaciales; sin conocer el trabajo del matemático ruso Konstantin Tsiolkovsky en ese momento, derivó las ecuaciones matemáticas para el vuelo interplanetario, la duración de los vuelos y la propulsión del motor. Más tarde fue nombrado presidente de la Chambre Syndicale des Industries Aéronautiques (Asociación comercial de industrias aeronáuticas) en 1912.  De 1935 a 1939 diseñó un cohete sonda de gran altitud, pero la Segunda Guerra Mundial interrumpió sus planes. Los expertos alemanes creían que su cohete podría haber alcanzado su objetivo de diseño de 96,6 km.  Esnault-Pelterie convenció al físico Jean-Jacques Barré, pionero en la propulsión de cohetes, para colaborar en el diseño de un cohete criogénico autopropulsado. Entre 1927 y 1933, Barré realizó una extensa investigación y desarrolló un cohete que podía alcanzar la atmósfera superior y el espacio, el EA-41 Eole (ver imagen). 

## Historia y cronología

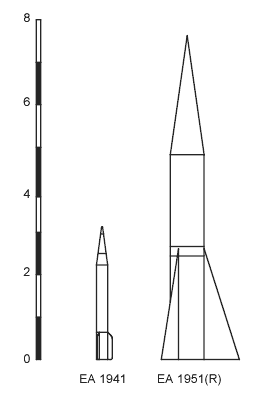
Cohetes tipo EA-EOLE probados entre 1940 y 1941, además de en 1951 tras la Segunda Guerra Mundial.

El comienzo del programa espacial francés se remonta al año 1946, cuando, inmediatamente después de la Segunda Guerra Mundial, se creó en Vernon el "Laboratoire de recherches balistiques et aérodynamiques" (LRBA, Laboratorio de investigación balística y aerodinámica por sus siglas en francés), con el objetivo de desarrollar una nueva generación de cohetes, aprovechando en parte los conocimientos sobre el desarrollo del cohete V2 alemán.
Anterior a la fundación del LRBA, durante la guerra, en la Francia Libre se continuaba trabajando en la investigación de nuevo armamento, por lo que el ejército de liberación francés probó y mejoró el cohete experimental EA-41, desde octubre de 1942 hasta 1945. 
Por fin, el 22 de mayo de 1952 tuvo lugar un exitoso lanzamiento del cohete Véronique N1 desde el desierto del Sahara.
En 1958, el presidente Charles de Gaulle dirigió la creación de varios comités sobre investigación espacial. En 1959 nació el Comité de Estudios Espaciales bajo la dirección de Pierre Auger. En 1961, De Gaulle firmó la creación del Centro Nacional de Estudios Espaciales (CNES) para coordinar todas las actividades espaciales francesas que estaban teniendo lugar de manera separada. El desarrollo de la primera lanzadera espacial de Europa occidental, el Diamant, comenzó en 1962 y se lanzó por primera vez desde Argelia.
El 26 de noviembre de 1965, se lanzó el Astérix, el primer satélite francés, mediante un cohete Diamant también desde el desierto de Argelia. Este satélite de comunicaciones estuvo activo durante 2 días consecutivos antes de dejar de transmitir, aunque su transistor de radio no llegó a funcionar. 
En 1965, las plataformas de lanzamiento espacial de Francia y el CNES se movieron de Argelia, principalmente desde Colomb-Béchar y Hammaguir,  a Kourou en la Guayana Francesa, donde continúan a día de hoy. Posteriormente, sería también seleccionado como lugar de lanzamiento de la ESA.
En 1973, Francia impulsó la creación de la Agencia Espacial Europea y se convirtió en su primer contribuyente.

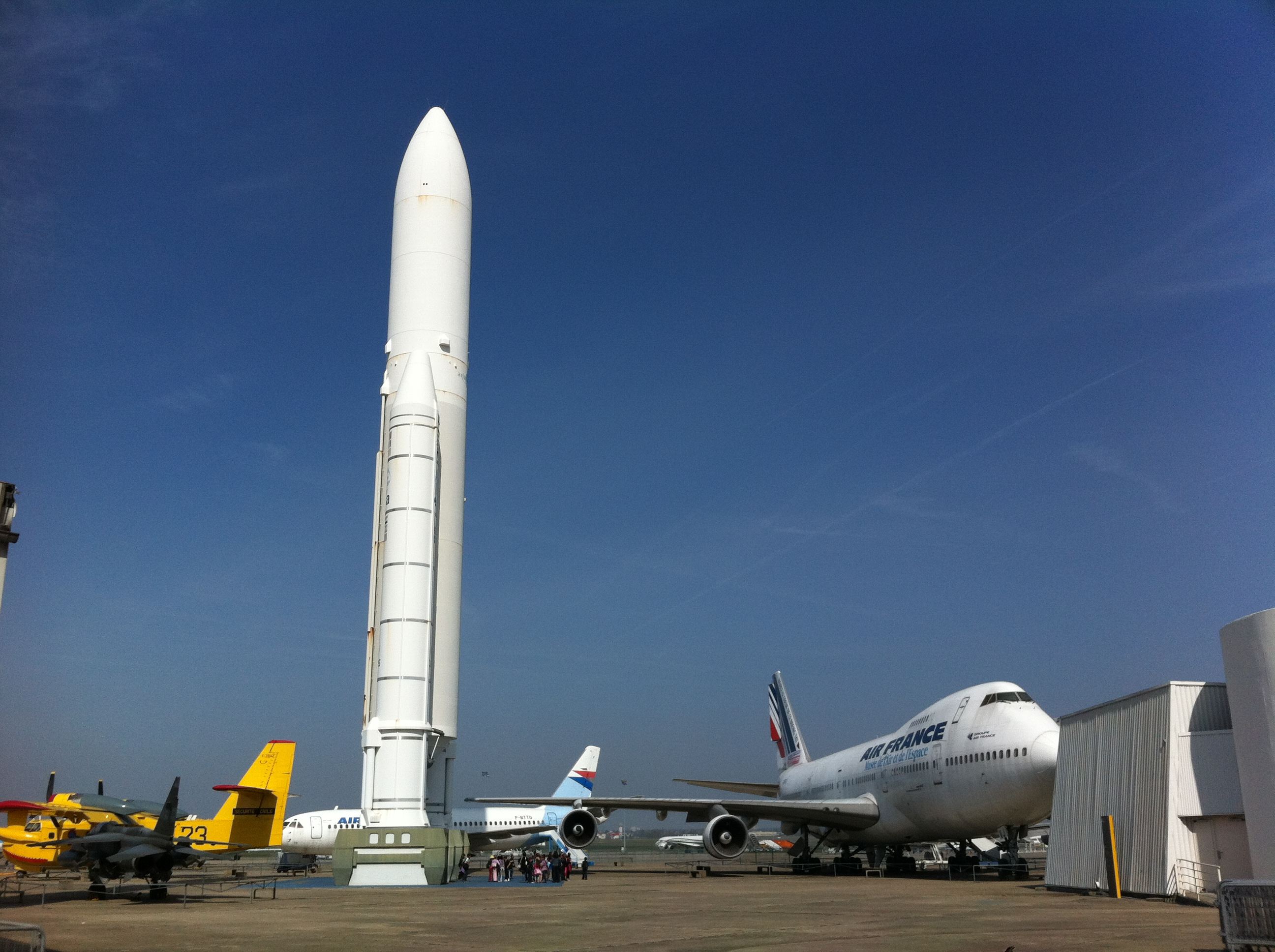
Cohete Ariane en el museo del aeropuerto de Le Bourget en París

El presupuesto espacial francés, aunque estancado desde principios de la década de los años 2000, sigue siendo en términos absolutos el mayor de los países miembros de la Agencia Espacial Europea (ESA) y el segundo mayor presupuesto nacional (después de los Estados Unidos de América) con 2.330 millones de euros.  En 2004, este presupuesto ascendió a 1.698 millones de euros, de los cuales 685 millones de euros se transfirieron a la ESA, con sede en París, para los programas realizados bajo su supervisión.
La familia de cohetes Ariane es la nueva familia de cohetes propia de Francia, cuyo uso se ha extendido al conjunto de los países miembros de la ESA.
El programa espacial francés se beneficia así de la mejor posición terrestre para sus puntos de lanzamiento en la Tierra, ya que su posición a 5,3° al norte del ecuador permite a los cohetes obtener propulsión gracias al giro de la Tierra cuando se lanzan hacia el este (+460 m/s) y ahorrar propulsión. Ningún otro sitio de lanzamiento gubernamental permite este nivel de parámetros físicos, es por ello que se continúa utilizando hoy en día a pesar de la lejanía y las complejidades que supone llevar hasta allí los satélites y cohetes necesarios para su funcionamiento. También puede lanzar satélites a órbitas polares desde este puerto espacial.

### Colaboraciones
La implicación del erario público francés en las tecnologías espaciales está también profundamente arraigada en programas europeos como sus contribuciones en Thales Alenia Space o en Airbus Defence and Space.
El programa espacial francés incluye colaboraciones entre sus instituciones y otros países, tanto europeos como extranjeros tales como a agencia japonesa JAXA, el ISRO, la NASA, e incluso la china CNSA, participando en proyectos que van desde el Observatorio espacial Herschel hasta BepiColombo, el SARAL y el observatorio espacial Planck.

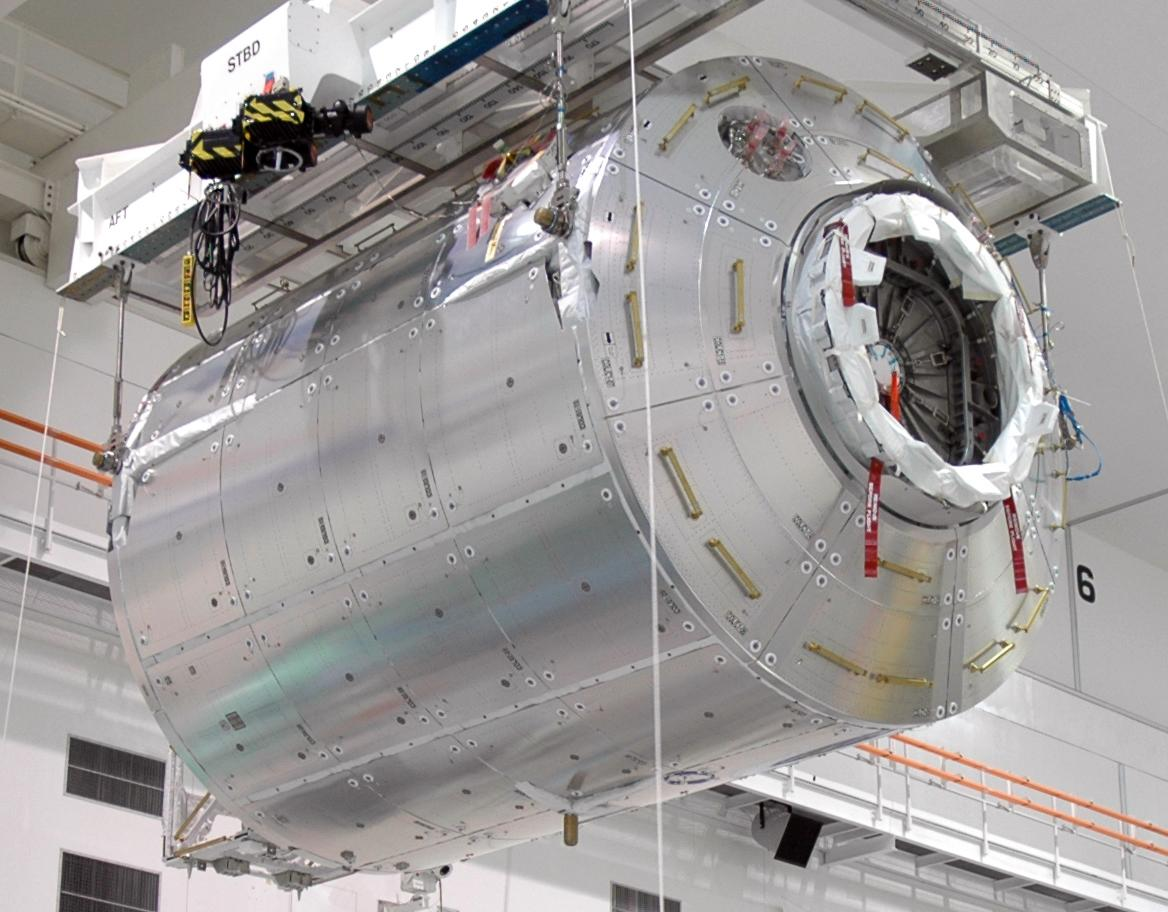
Módulo Columbus que se acopló a la EEI

Desde 2010, Francia y Rusia colaboraban en varias misiones espaciales, incluidos programas científicos de larga duración como el programa médico Cardiomed, dedicado a controlar y estudiar la salud cardiovascular de los astronautas. 
En 2016, con motivo de la COP21, el CNES e ISRO impulsaron un plan innovador y mundial para unir a todas las agencias espaciales para la recopilación de información satelital y la detección de emisiones de gases de efecto invernadero, permitiendo mediciones y toma de decisiones más precisas.  Además, el CNES y la ESA cuentan con una sólida trayectoria de colaboración, en particular en la creación del mayor programa de vigilancia por satélite sobre la bioligía de la Tierra (Programa Copernicus).
El CNES ha proporcionado instrumentos esenciales (cámaras) para una misión india a la Luna (Chandrayaan-1), lanzada en enero de 2018. Un consorcio liderado por el CNES también construyó instrumentos Argos a bordo del Oceansat-3 de la India en 2018. Una tercera colaboración entre ISRO y actores espaciales franceses (LESIA, CNRS y la Universidad de París) supuso el lanzamiento en enero de 2018 de PicSat, un nanosatélite que explora la estrella Beta Pictoris en busca de exoplanetas.
La agencia espacial francesa también fue responsable de la construcción de los principales instrumentos de la misión franco alemana y estadounidense InSight a Marte, que se lanzó el 5 de mayo de 2018 y aterrizó con éxito el 26 de noviembre de 2018.
El 20 de octubre de 2018, CNES y JAXA lanzaron la misión BepiColombo para estudiar el campo magnético de Mercurio y mapear su superficie.
El 29 de octubre de 2018, el Satélite Oceanográfico de China y Francia fue colocado en órbita terrestre para estudiar los vientos y las olas de la superficie de los océanos. Después de la visita de estado del presidente Macron a China en enero de 2018, la colaboración franco china en el espacio aumentó significativamente e incluye una colaboración más profunda, en particular en el intercambio de datos CFOSAT, destinados a estudiar los océanos y su interacción con la atmósfera. Así como en el programa Monitorización de Objetos Variables Espaciales (SVOM).
En 2020, la NASA lanzó el Solar Orbiter, que contiene instrumentos diseñados por el CNES y otras industrias espacializadas francesas.
El satélite francés TARANIS, con colaboración internacional, fue lanzado en noviembre de 2020. El lanzamiento fue un fracaso en el lanzamiento y el satélite nunca entró en uso. Habría sido el primer satélite diseñado para observar rayos a altitudes de 20 a 100 km.
En 2023 se lanzó el Júpiter Icy Moons Explorer, destinado a estudiar Júpiter y tres de sus lunas, con el objetivo a obtener nuevos conocimientos sobre cómo surgió la vida.  Esta misión es una colaboración del CNES con el CNRS y la ESA.

### Proyectos futuros
La construcción del lanzador Ariane 6 está en marcha, tras haber sido aprobado por todos los países de la ESA en 2016.  Está siendo diseñado por Airbus Safran Launchers. 
En 2025, Francia y Alemania lanzarán su misión colaborativa Merlin, destinada a estudiar los niveles y concentraciones de metano en la atmósfera terrestre.
Está previsto que el Júpiter Icy Moons Explorer alcance Júpiter y sus satélites en julio de 2031.

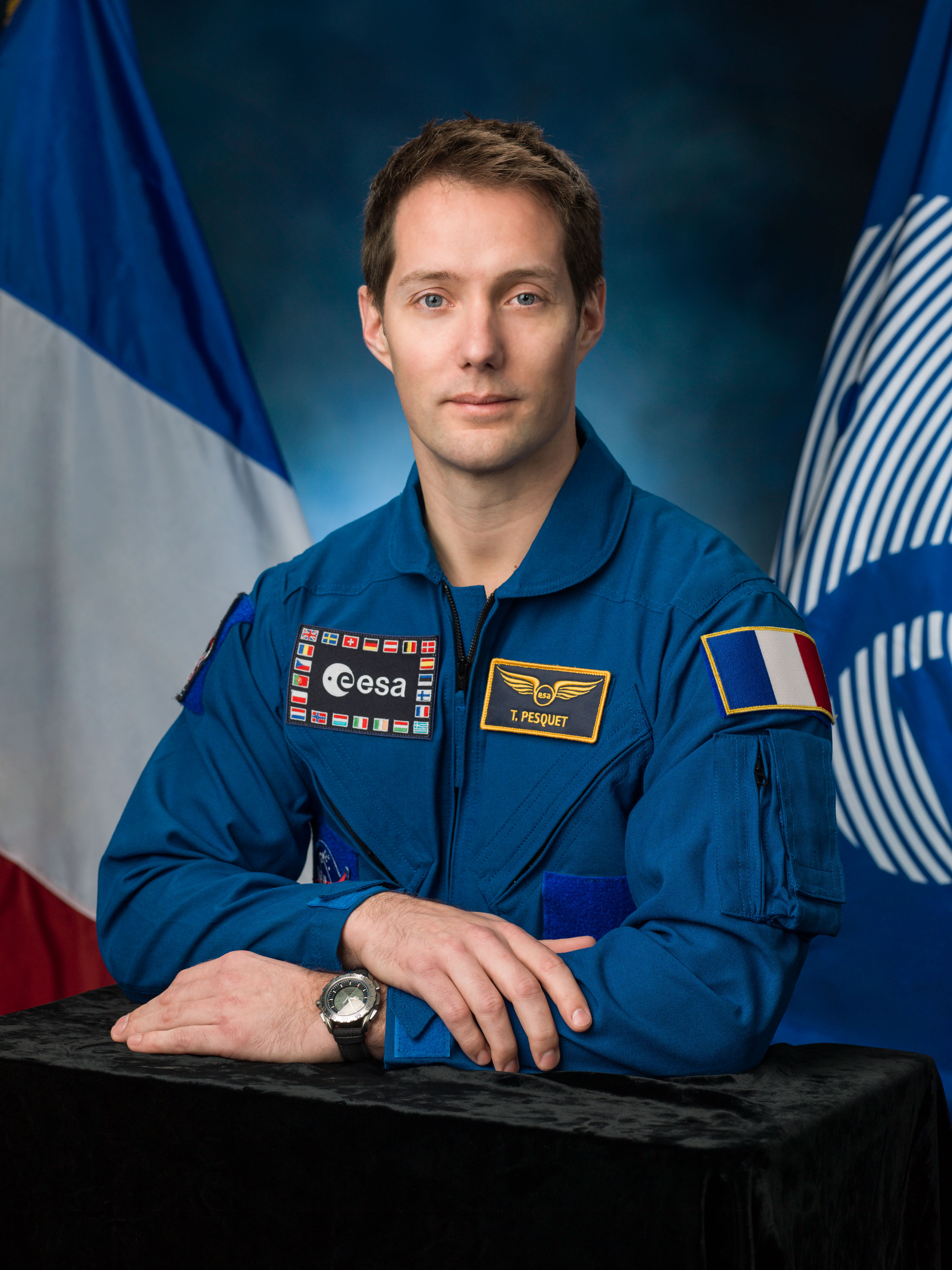
Astronauta francés Thomas Pesquet